# Игнатий Плевенски
Игнатий Плевенски е духовник на Българската православна църква, митрополит на Плевенската епархия от 1998 година.

## Биография
Роден е като Иван Радионов Димов на 10 май 1938 година в свиленградското село Кирилово, днес Георги Добрево. От 1956 година учи в Софийската духовна семинария, която завършва в 1961 година. От 1963 учи в Софийската духовна академия, която завършва в 1967 година. Служи като домакин и певец при храма „Рождество Христово“ в Шипченския манастир, а от 1971 до 1976 година – Старозагорската митрополия. От 1974 до 1976 година е на богословска специализация в Московската духовна академия.
След завръщането си, на 14 септември 1976 година в Мъглижкия манастир „Свети Николай“ е подстриган в монашество с името Игнатий от митрополит Панкратий Старозагорски, който на 29 септември същата година го ръкополага за йеродякон, а на 1 ноември – за йеромонах. Изпълнява длъжност на протосингел на Старозагорската митрополия през периода 1 януари 1977 – 19 август 1980 година. На 16 декември 1977 година по решение на Светия синод е отличен с офикията архимадрит от митрополит Панкратий Старозагорски. От лятото на 1980 година до пролетта на 1981 година архимандрит Игнатий е на езикова и богословска специализация в Източноцърковния институт в Регенсбург, Германия. От 1981 година до 1985 година е протосингел на Акронската, а от 1985 година до 1986 година и на Нюйоркската българска задгранична епархия.
Завръща се в България и от 12 декември 1986 година до 13 февруари 1988 година е протосингел в Пловдивската епархия. От 14 февруари 1988 година до 30 юни същата година е игумен на Троянския манастир.
На 29 юни 1988 година е ръкоположен за епископ с титлата Знеполски в патриаршеската катедрала „Свети Александър Невски“. От 1 юли 1988 година до 31 юни 1990 година и от март 1994 година до юни същата година Игнатий е ректор на Софийската духовна семинария.
Игнатий Знеполски е викарий на митрополит Калиник Врачански от 1 юли 1990 до 1 декември 1991 година, а от 1 декември 1991 до март 1994 година е викарий на митрополит Арсений Пловдивски. На 29 май 1994 година е избран за врачански митрополит на мястото на изпадналия в разкол и лишен от сан през юли 1992 година митрополит Калиник.
На 1 октомври 1998 година Всеправославният събор приема разкаянието на бившия врачански митрополит Калиник, възстановява го на врачанската катедра, а от Врачанската митрополия отцепва нова Плевенска епархия, чието ръководство дава на митрополит Игнатий.